# Can Quelot (la Coma i la Pedra)
Can Quelot és una masia situada a l'altiplà de Pratformiu (Vall de Lord), a la solana i a recer de la Serra de Pratformiu.
Pertany al municipi de la Coma i la Pedra, a la comarca catalana del Solsonès.